# Ernst Kramer
Ernst Kramer (* 31. Dezember 1909 in Fulda; † 7. Mai 1993 ebenda) war ein deutscher Architekt und Fuldaer Lokalhistoriker.

## Herkunft und Familie

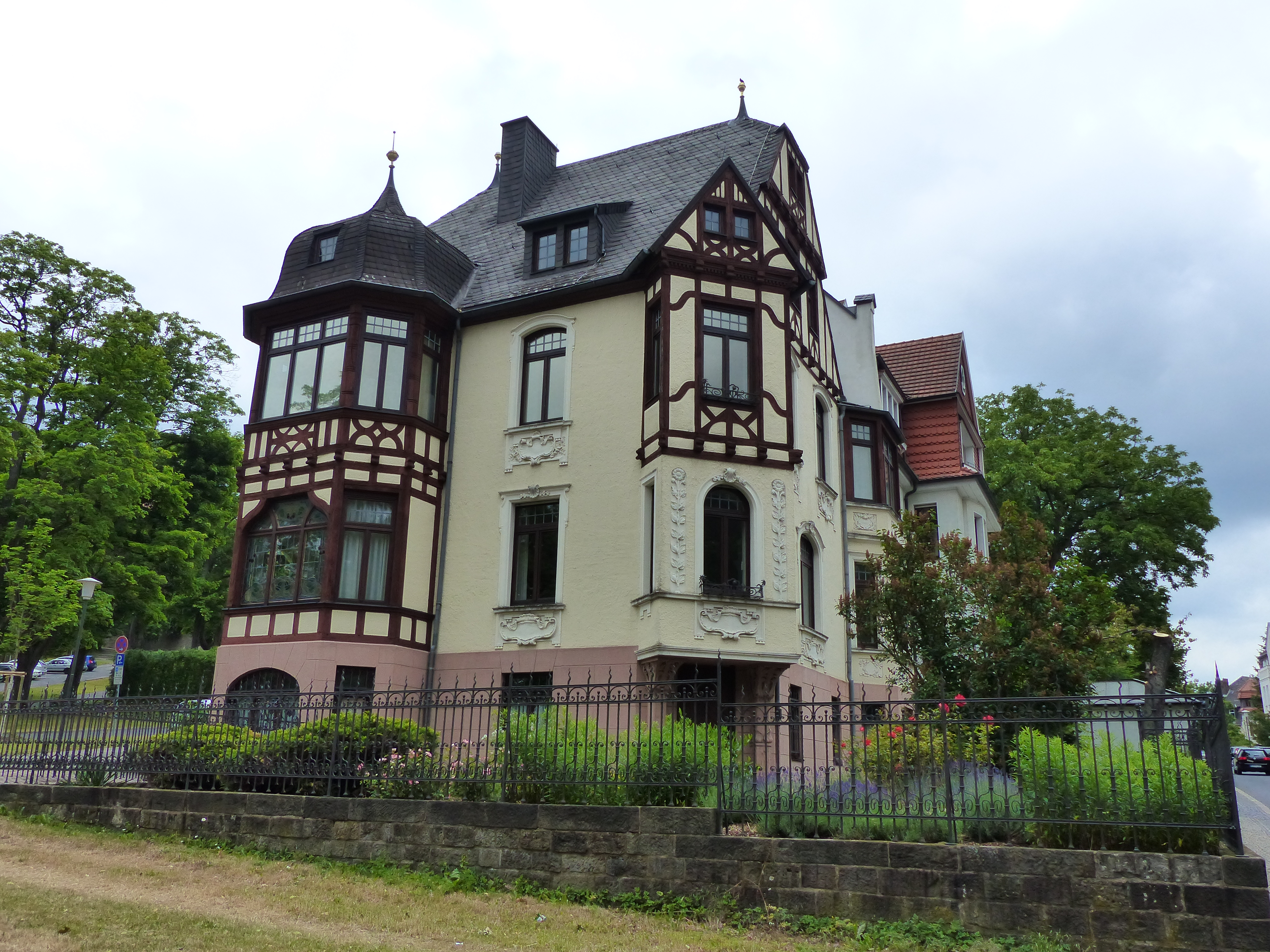
Villa Grüneck

Ernst Kramer entstammte einer alteingesessenen Fuldaer Familie. Sein Großvater war der Maurer- und Steinmetzmeister Adam Kramer. Eine seiner Arbeiten ist der „Marktbrunnen“ von 1860 vor dem Haus Peterstor 10 in der Innenstadt von Fulda. 1903–04 war er Architekt der Villa Grüneck (heute Denkmalschutz).

## Leben
Ernst Kramer studierte Architektur, Städtebau und Kunstgeschichte in München, Dresden und Berlin. Anschließend arbeitete er als Architekt in Fulda, Würzburg, Berlin und Potsdam. 1936 wurde er in Berlin zum Regierungsbaumeister ernannt. Ab 1945 war Kramer freiberuflicher Architekt in Fulda. Er war am Wiederaufbau und an der Restaurierung mehrerer Bauwerke seiner Heimatstadt beteiligt, die im Zweiten Weltkrieg zerstört worden waren (Fuldaer Dom, Fuldaer Stadtschloss, Fuldaer Orangerie und andere).
In seinen kunstgeschichtlichen Forschungen widmete sich Kramer insbesondere der Geschichte und den Meisterwerken der 1764 von Heinrich von Bibra gegründeten Porzellan-Manufaktur, der Hochfürstlich Fuldischen Porcellain-Fabrique. Er trug wesentlich zum Aufbau der Porzellan-Sammlungen bei, die heute im Fuldaer Stadtschloss, im Vonderau Museum und im Schloss Fasanerie zu sehen sind.
In der Heimatbeilage Buchenblätter der Fuldaer Zeitung und in der Zeitschrift des Fuldaer Geschichtsvereins veröffentlichte Kramer Beiträge zur Kunst-, Stadt- und Landesgeschichte. Für die Vierteljahresschrift Keramos. Zeitschrift der Gesellschaft der Keramikfreunde schrieb er zahlreiche Beiträge zur Porzellankunst. 

## Ehrungen
Ernst Kramer ist Träger des Kulturpreises der Stadt Fulda.

## Nachlass
Der schriftliche Nachlass liegt seit 1995 im Deutschen Kunstarchiv im Germanischen Nationalmuseum.